# Rio Manicoré
Rio Manicoré är ett vattendrag i Brasilien.   Det ligger i delstaten Amazonas, i den centrala delen av landet, 1 800 km nordväst om huvudstaden Brasília.
I omgivningarna runt Rio Manicoré växer i huvudsak städsegrön lövskog. Trakten runt Rio Manicoré är nära nog obefolkad, med mindre än två invånare per kvadratkilometer.